# AIM-260聯合先進戰術飛彈
AIM-260聯合先進戰術飛彈（AIM-260  Joint Advanced Tactical Missile，縮寫為JATM），是美國正在開發中的主動雷達導引空對空飛彈（AAM）。AIM-260預定先與美國空軍的F-22以及美國海軍的F/A-18E/F整合，接著再部署於F-35。

## 歷史
AIM-260於2017年開發，計劃於2021年開始測試，並於2022年實現初始作戰能力（IOC）。預計2026財年開始全速量產，屆時美國空軍與美國海軍也將停止採購AIM-120。但是因為遲遲未量產美國在2023年宣佈生產新的aim120d3（射程可近190公里），和在2025年續提出可能命名為e型的新aim120計劃。

### 其他現役空對空飛彈
- AIM-174B空對空導彈
- 霹靂-15
- 天劍二型飛彈
- AIM-7麻雀飛彈
- AA-12飛彈
- 雲母飛彈
- AA-10飛彈
- AAM-4飛彈
- 流星飛彈

### 發展中
- 阿斯特拉飛彈（英语：Astra missile）